# Artibonite (département)
Pour les articles homonymes, voir Artibonite.
Le département de l'Artibonite (en créole haïtien : Latibonit) est l'un des dix départements d'Haïti. Son nom vient de celui du fleuve homonyme qui le traverse, le plus long du pays et de l'île d'Hispaniola.
La superficie du département est de 4 987 km2 et on estime sa population à 1 571 020 habitants (recensement par estimation de 2009). L'Artibonite est la zone principale de culture du riz pour le pays. Les villes les plus importantes sont Les Gonaïves (chef-lieu) et Saint-Marc.
Lors de la révolution haïtienne, la plus grande partie de l'Artibonite faisait partie du département de l'Ouest. La frange septentrionale était incluse dans le département du Nord.
En février 2004, une insurrection conduite par le Front de résistance révolutionnaire de l'Artibonite essaya d'affirmer sans succès l'indépendance de l'Artibonite ; mais le mouvement rebelle provoqua la chute du président Jean-Bertrand Aristide.

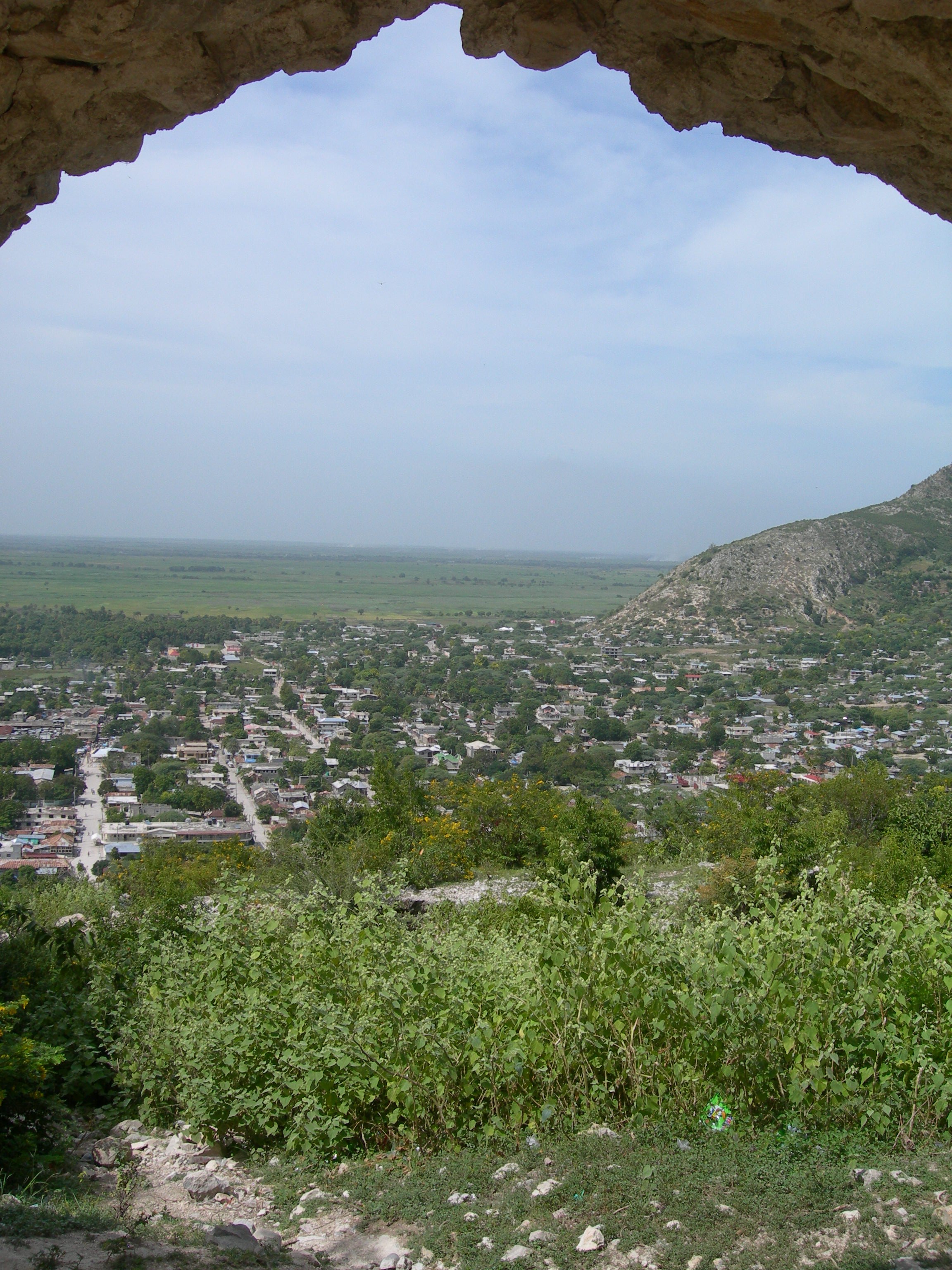
Commune de Dessalines

## Divisions administratives
Le département de l'Artibonite est divisé en 5 arrondissements et 15 communes :
- Arrondissement de Dessalines (4 communes) : 
  1. Dessalines
  2. Desdunes
  3. Grande-Saline
  4. Petite-Rivière-de-l'Artibonite
- Arrondissement des Gonaïves (3 communes) : 
  1. Les Gonaïves
  2. Ennery
  3. L'Estère
- Arrondissement de Gros-Morne (3 communes) : 
  1. Gros-Morne
  2. Anse-Rouge
  3. Terre-Neuve
- Arrondissement de Marmelade (2 communes) : 
  1. Marmelade
  2. Saint-Michel-de-l'Attalaye
- Arrondissement de Saint-Marc (3 communes) :
  1. Saint-Marc
  2. Verrettes
  3. La Chapelle

## Lieux historiques
- Les Gonaïves, la cité de l'Indépendance
- La Ravine-à-Couleuvre : lieu du célèbre combat entre le général de division Toussaint Louverture et les troupes françaises commandées par Rochambeau.
- Petite-Rivière-de-l'Artibonite : lieu ou Henry Christophe construisit son Palais aux 365 portes.
- Fort de La Crête-à-Pierrot (se trouvant à la Petite-Rivière-de-l'Artibonite) : lieu de combats acharnés entre les troupes indigènes et les troupes françaises.

- L’Habitation Georges : lieu de la mise aux arrêts du général de division Toussaint Louverture.
- Dessalines (anciennement Marchand) : Capitale du premier Empire
- Au Vieux Bac : lieu près de Grande-Saline où Toussaint Louverture battit le colonel Brisbane en décembre 1794.

La vallée de l’Artibonite est la région que dessert l’hôpital Albert-Schweitzer Haïti à Deschapelles.